# Iris mariae
Iris mariae är en irisväxtart som beskrevs av William Barbey. Iris mariae ingår i släktet irisar, och familjen irisväxter. Inga underarter finns listade i Catalogue of Life.

## Bildgalleri

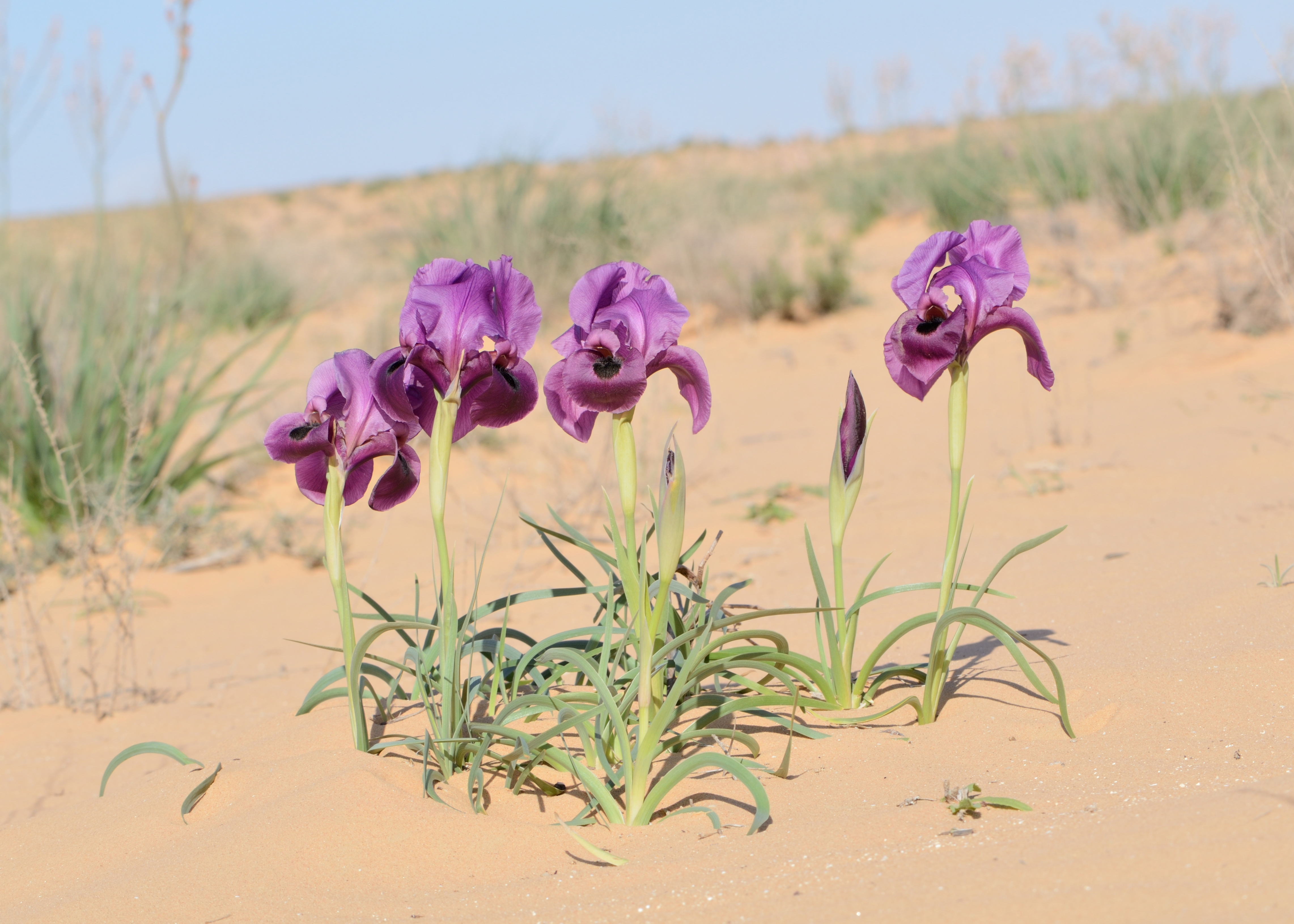
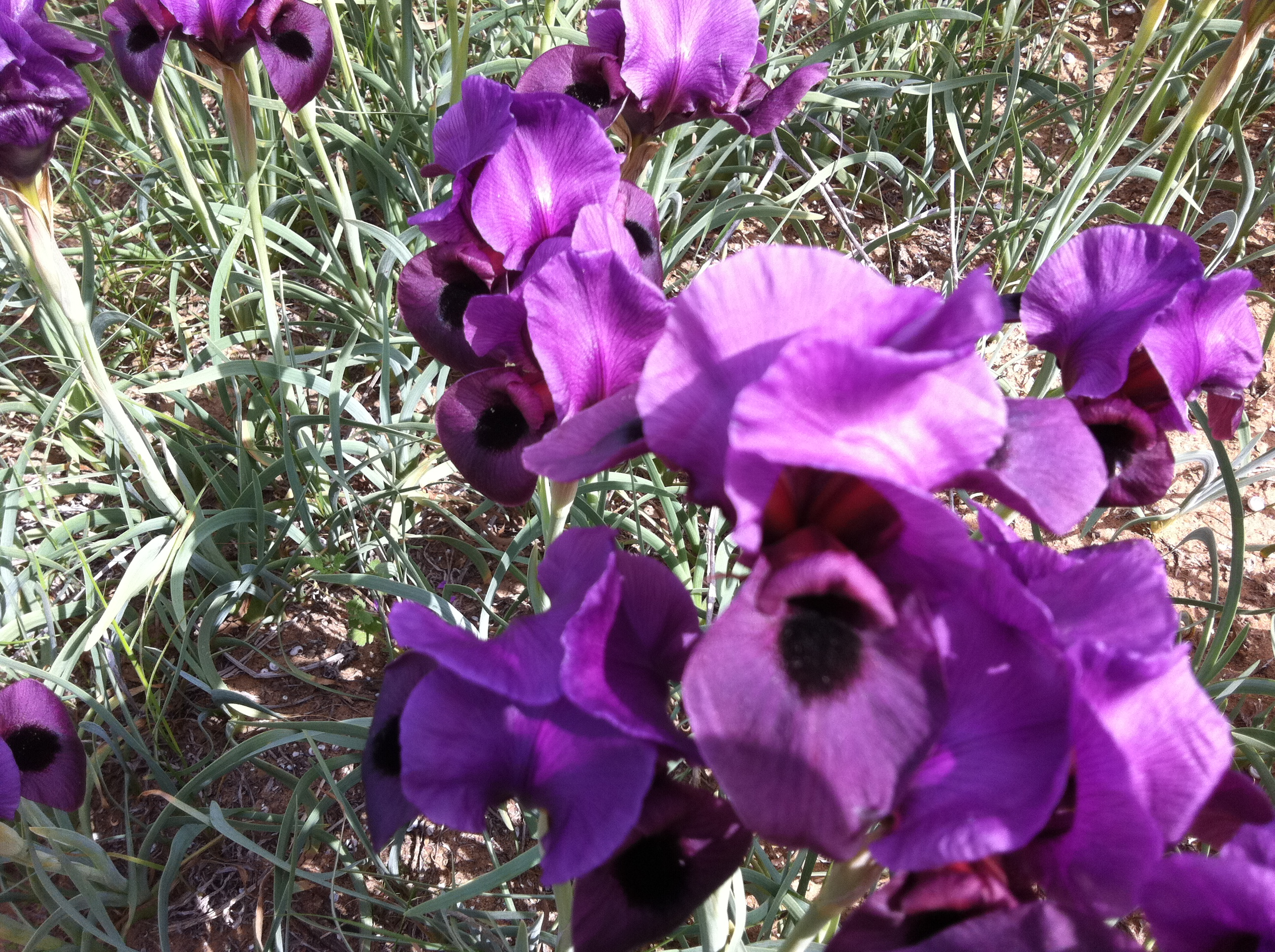
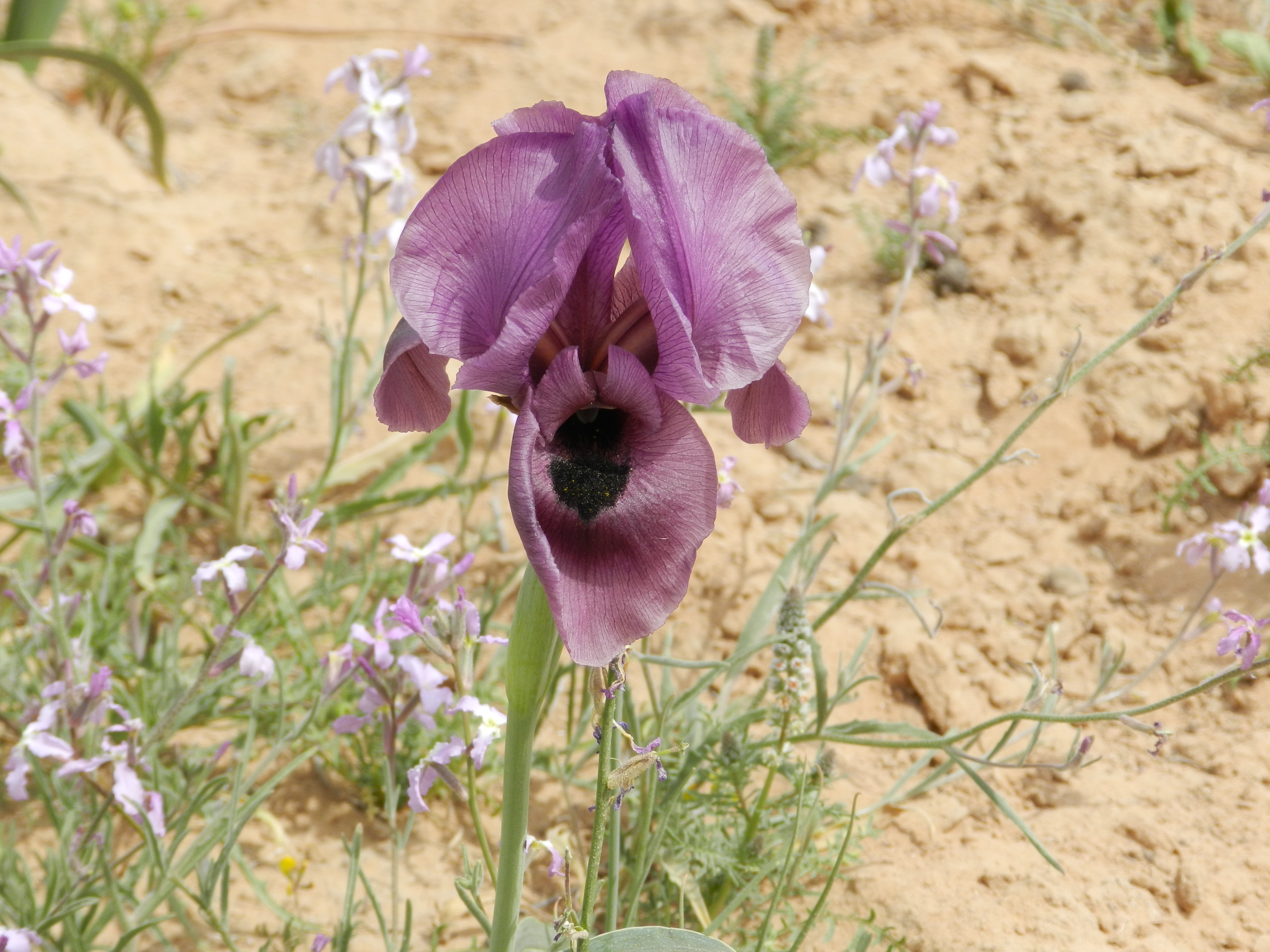